# Strojmír
Strojmír (zemřel po roce 885; latinsky Ztroymir) byl českým knížetem snad v letech 883 až 885 pravděpodobně z rodu Přemyslovců. Jediná zmínka o něm pochází z Kristiánovy legendy.
Snad nedlouho po Bořivojově křtu na Velké Moravě se proti pokřtěnému knížeti vzbouřili velmožové a Bořivoje vyhnali. Novým knížetem se stal Strojmír, jenž možná žil do té doby v Bavorsku. Po nějakou dobu pak Strojmír panoval, byl však poté vyhnán ze země. Další informace o něm nejsou známy.

## Život

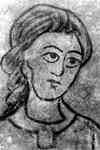
Bořivoj I. v Rotundě svaté Kateřiny ve Znojmě

O Strojmírově původu není nic známo. Podle historika Rudolfa Turka byl Strojmír totožný s knížetem Spytimírem, který bojoval v bitvě u Vltavy. Podle Dušana Třeštíka prohrál on či jeho otec boj o moc s Bořivojovým otcem (Hostivítem?), byl poražen a musel odejít do Bavorska. Tam se pravděpodobně asimiloval natolik, že přijal křest. Vhodný moment pro nástup Strojmíra na trůn přišel po Bořivojově křtu.
| „                     | Povstanou proti němu svorně a jednomyslně a snaží se ho vypuditi ze země, by pokoušejí se i života ho zbaviti. Když to kníže poznal, odešel od nich a znovu se uchýlil na Moravu ke králi Svatoplukovi a k biskupu Metodějovi. I byl od nich přijat s velkou slávou a jak se slušelo a přebývaje u nich po nějakou dobu seznámil se dokonaleji s naukou Kristovou. Ale svrchu řečený lid, setrvávaje ve své nepravosti, nějakého Strojmíra, jehož jméno se do latiny překládá rege pacem... | “ |
| — Kristiánova legenda | |   |

Povolání Strojmíra nejspíš nesouviselo s otázkou náboženství, neboť Strojmír byl křesťanem. Pravděpodobně souviselo se spory o orientaci na Velkou Moravu. Bořivoj jako zastánce moravských pořádků byl zřejmě nepohodlný, proto byl vyhnán a na stolec byl jako zastánce východofranské říše dosazen Strojmír. Podle Kristiána zapomněl mluvit svou rodnou řečí. To ovšem vzbudilo nespokojenost těch, kteří ho zvolili, protože se nemohli s novým knížetem dorozumět. Bořivojovi přívrženci této nespokojenosti využili a snažili se lid proti Strojmírovi ještě více popudit.
| „                     | Neboť ten vévoda, kterého si vyvolili, ačkoli z nich pocházel, zapomněl v dlouhém vyhnanství mluvit rodnou řečí. A proto je zavržen od svých vlastních voličů, kteří především sami sebe obviňovali, že si zvolili takového člověka, jehož hlasu ani řeči nejsou s to rozuměti a k jehož uším neznalým jejich jazyka nemůže proniknout jejich volání. A protože řízením prozřetelnosti boží svrchu vzpomenutý kníže Bořivoj tam zanechal při svém odchodu přemnoho přátel, jedná se v jejich řadě o tom, jak by se ukrotilo smýšlení lidu rozlíceného proti laskavému vladaři a jak by se popudilo vší mocí proti zrádnému vetřelci k jeho záhubě. | “ |
| — Kristiánova legenda | |   |

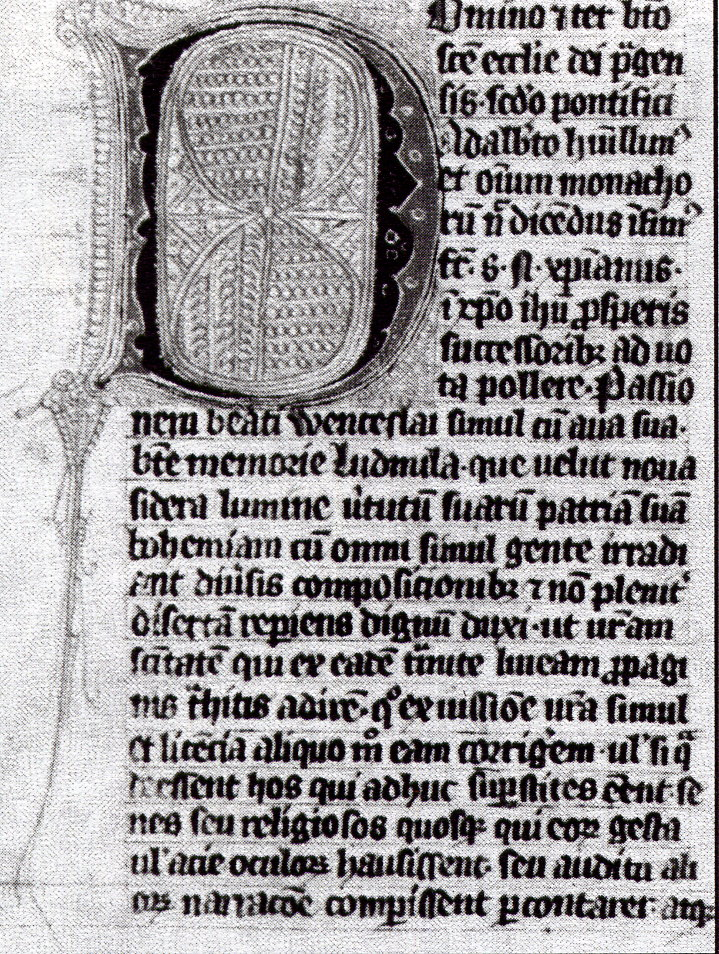
List z manuskriptu Kristiánovy legendy

Podle Kristiánovy legendy se obě strany, Strojmírova i Bořivojova, proto dohodly, že vyjdou z Prahy a na poli uváží, jak se rozhodnout. Strojmírovci se však potají ozbrojili (skryli si zbraně pod šaty) a dohodli se, že na tajné heslo, které znělo: „Proměňme se!“, které zvolá jeden z nich, odkryjí zbraně a pobijí muže na Bořivojově straně. Straníci knížete Bořivoje se však o této lsti dozvěděli a také se ozbrojili. Poté, co se ozvalo heslo smluvené stranou Strojmíra, odkryli podporovatelé knížete Bořivoje zbraně a zahnali straníky Strojmíra na útěk. Sám Strojmír poté utekl do ciziny a z Moravy byl do Čech povolán zpět Bořivoj. Celý sběh událostí se měl udát mezi lety 883 až 885. Další informace o Strojmírovi nejsou známy.
| „ | Ale protože velká většina zrádců přála tyranovi, dohodnou se obě strany na tom, že vyjdou z metropolního města, totiž Prahy, a že uváží na sněmovním poli, co by měli činit. Ale zrádná strana zrádců, křivě jednajíc, vzala si s sebou na to sněmovní pole tajně zbraně a krunýře a smluvili se mezi sebou proti straně proti straně spravedlivých na tajném znamení k vraždě, aby totiž někdo z nich, nebudou-li se stoupenci Bořivojovi tam s nimi chtít dohodnout, hlasitě a veřejně provolal tajné heslo řka: ‚Proměňme se!‘ | “ |